# Église Saint-Martin de Pommiers
L'église Saint-Martin est une église située à Pommiers, en France.

## Localisation
L'église est située sur la commune de Pommiers, dans le département de l'Aisne.

## Historique
Le monument est classé au titre des monuments historiques en 1921.